# エステバン・グラナドス
オスカル・エステバン・グラナドス・マロト（スペイン語: Óscar Esteban Granados Maroto、スペイン語発音: [esˈteβan ɡɾaˈnaðos]、1985年10月25日 - ）は、コスタリカ出身の元同国代表サッカー選手。現役時代のポジションは守備的ミッドフィールダー。
オスカー・グラナドスやエステバン・グラナドスと表記されることもある。

## 経歴

### クラブ
地元のCSカルタヒネスでサッカー選手となり、このクラブに7年間在籍した。2011年6月には新たに昇格してきたオリオンFCに移籍、しかしその6ヶ月後にCSエレディアーノに移籍した。

### 代表
2009年1月に行われたUNCAFカップ2009のパナマ代表戦で代表初出場。同年には2009 CONCACAFゴールドカップにも出場した。その後、2014 FIFAワールドカップの際に代表メンバー入りし、ベンチにいたにもかかわらずギリシャ代表戦でイエローカードを提示された事で有名になった。

## 個人
兄のミハルもサッカー選手である。

## 代表歴

### 出場大会
- コスタリカ代表
  - 2014 FIFAワールドカップ

### 試合数
- 国際Aマッチ 14試合 0得点（2009年-2015年）[8]

| コスタリカ代表 | 国際Aマッチ | 国際Aマッチ |
| 年             | 出場        | 得点        |
| -------------- | ----------- | ----------- |
| 2009           | 6           | 0           |
| 2010           | 2           | 0           |
| 2011           | 0           | 0           |
| 2012           | 0           | 0           |
| 2013           | 1           | 0           |
| 2014           | 3           | 0           |
| 2015           | 2           | 0           |
| 通算           | 14          | 0           |